# Teatre de l'absurd

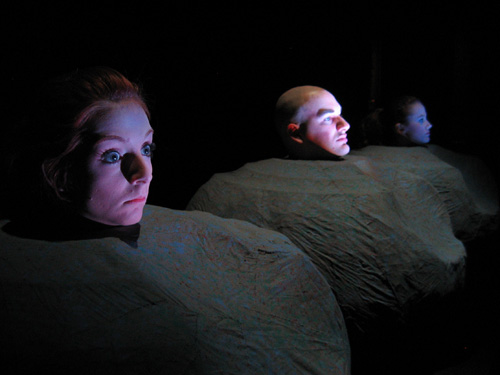
Play, de Beckett, el 2008

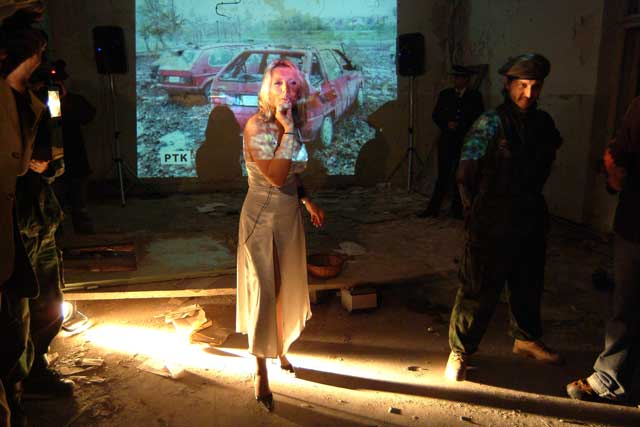
Homenatge a Pinter, 2006

El teatre de l'absurd és un gènere teatral per un grup vague escriptors europeus i americans entre els anys 40 i 60 del segle xx. S'inspiren, entre d'altres en l'obra de l'escriptor austrohongarès Franz Kafka (1883-1924), l'existencialisme i el surrealisme. Es situa en el postguerra, quan filòsofs i artistes, en descobrir les atrocitats d'Auschwitz, van perdre la creença en un sentit de l'acció humana o una esperança d'un món millor. No se'ls pot considerar com una escola, però «són identificables en el propòsit de destruir les convencions de la tècnica escènica i per mostrar sovint la lluita inútil de l'home en intentar de comprendre la irracionalitat d'allò que el volta.»
Els autors abandonen deliberadament la tradicions de la trama dramàtica i rebutjen l'estructura narrativa i el llenguatge lògic linear. Presenten una successió de situacions, relacionades per una feble i efímera traça (un estat d'ànim o una emoció), sense posar un problema a la introducció, desenvollupar-lo i resoldre'l en el final.
El teatre de l'absurd es caracteritza per diàlegs aparentment sense significat, repetitius i dramàtics sense acció, trama lògica o psicològica aparents. Si en el passat aquest tipus de teatre era només portador de dramatisme, recentment el públic ha descobert també el seu vessant tragicòmic.
Escriptors del teatre de l'absurd destacables són Samuel Beckett, Jean Genet, Eugène Ionesco, Tom Stoppard, Arthur Adamov, Harold Pinter, Stanislav Stratiev, Manuel de Pedrolo i Alfred Jarry.
Molts veuen el teatre de l'absurd com obres sense explicacions lògiques i sense sentit. Se'n ressalta la incongruència entre el pensament i els fets, així com la incoherència entre les ideologies i els actes. Els personatges tenen un gran obstacle per expressar-se i comunicar-se entre ells mateixos constantment. En les obres, definitivament el decorat i les escenografies (amb els objectes i els accessoris) tenen un paper molt important com a contrast amb el contingut d'aquestes, perquè presenten imaginàriament la realitat dels missatges que es pretenen portar. Es presenta tot en un marc d'un món buit i amb objectes molt pesats que acaben dominant els personatges. Toca temes molt importants, relacionats, per exemple, amb com susceptible es trobava la civilització després d'una gran batalla com va ser la segona guerra mundial. Es percep a través dels personatges la desorganització que existia fins a en la manera de comunicar-se uns amb uns altres. Sovint no hi havia un punt d'acord entre totes les parts, però si un abús de poder, on els rics i poderosos atropellaven els més febles i als quals menys possibilitats tenien per sobreviure davant tant caos i confusió. L'interessant del teatre de l'absurd és que no dona les respostes que el públic espera, o les que creiem que anem a esperar, sinó que ens deixa a nosaltres la interpretació i l'anàlisi de cadascuna de les seves obres.

## Origen
El terme va ser encunyat pel crític Martin Esslin (1918-2002) pel títol del seu llibre The theatre of the absurd («El teatre de l'absurd») de 1961, considerat un dels texts «més influents en el teatre en la dècada dels 60» del segle xx. Veu les obres d'aquests autors com una articulació artística del concepte filosòfic de l'absurd de l'existència, propi de l'existencialisme d'Albert Camus i el pessimisme d'entreguerres de Jean-Claude Sartre. En la primera edició, Esslin atribueix la paternitat del moviment a quatre escriptors: Samuel Beckett, Arthur Adamov, Eugène Ionesco, i Jean Genet. En edicions posteriors, hi va agregar a Harold Pinter i Manuel de Pedrolo. El mateix Ionesco va refusar aquesta classificació. Veia una absurditat banal en la comunicació humana de cada dia. L'assaig de Martin Esslin analitza aquest tipus de teatre a la llum dels escrits d'Albert Camus, i particularment del Mite de Sísif, que tracten l'absurd o l'absència de sentit de l'existència.
Sorgeix a mitjan segle xx. Els autors van començar a aglutinar-se sota l'etiqueta de l'absurd com una forma d'acord enfront de l'ansietat, el salvatge i el dubte enmig d'un univers inexplicable i van recaure en la metàfora poètica com un mitjà de projectar els seus més íntims estats. És per això que les imatges del teatre absurd tendeixen a assumir la qualitat de la fantasia, el somni i el malson, sense interessar-li tant l'aparició de la realitat objectiva com la percepció emocional de la realitat interior de l'autor.
Així, per exemple, l'obra Dies feliços de Beckett (1961) expressa una generalitzada ansietat de l'home sobre l'aproximació de la mort, a través de la imatge concreta d'una dona enfonsada fins a la cintura en el sòl en el primer acte i fins al coll en el segon. A El rinoceront d'Ionesco (1960) es mostra l'ansiosa preocupació sobre l'esplai de les inhumanes tendències totalitàries mostrant a la població d'una ciutat transformant-se en salvatges paquiderms.
Entre els principals dramaturgs del teatre de l'absurd hi ha René Marquès, Fritz Hochwälder, Alfred Jarry, Antonin Artaud, Virgilio Piñera, Eugène Ionesco, Samuel Beckett, Jean Genet, Tom Stoppard, Arthur Adamov, Harold Pinter, Slawomir Mrozek, Mijail Volojov, Miguel Mihura, Alejandro Jodorowsky i Fernando Raval. Algunes obres representatives són: Tot esperant Godot, de Beckett i El rinoceront, de Ionesco, o d'aquest últim també La cantant calba. Fora del teatre algunes de les pel·lícules de Luis Buñuel tenen aspectes absurds.
Geogràficament, l'origen del teatre de l'absurd està situat al París avantguardista, als teatres de butxaca de la riba esquerra del Sena i precisament del Barri Llatí. No obstant això, entre els representants d'aquest moviment que viuen a França, pocs són francesos.
La literatura de l'absurd mostra la filosofia del dramaturg de la qual Beckett és un dels màxims representants. Encara que més aviat a Beckett se li relaciona amb el teatre de l'absurd on la tragèdia i la comèdia xoquen en una il·lustració trista de la condició humana i l'absurditat de l'existència. El dramaturg de l'absurd ve a ser un investigador pel qual l'ordre, la llibertat, la justícia, la psicologia i el llenguatge no són més que una sèrie de successives aproximacions a una realitat ambigua, inabastable i decebedora. El dramaturg de l'absurd desmantella el vell univers cartesià i la seva manifestació escènica. Un autor valencià de l'absurd és José Sanchis Sinisterra (1940-…).

## Precedents
Se'n poden trobar arrels en les obres de «moralitat al·legòrica» de l'edat mitjana i en les actuacions sacramentals (drames religiosos al·legòrics) de l'Espanya barroca, en la literatura «sense sentit» d'autors com Lewis Carroll, en les obres de somni de Strindberg i les novel·les de James Joyce i Franz Kafka, en el drama grotesc d'Alfred Jarry; i en les farses de Georges Feydeau; obres que van tenir com a continuadors directes al moviment dadaista i al surrealisme dels anys 1920 i 1930. Una de les fonts teòriques més potents del teatre de l'absurd va ser El teatre i el seu doble, obra originalment publicada el 1938 d'Antonin Artaud, creador de l'estil del teatre de la crueltat.

## Característiques generals
El teatre de l'absurd trenca amb les categories aristotèliques, per la qual cosa un dels canvis més importants es presenta en l'acció a través de quatre elements diferents: la transformació sobtada del personatge, la intensificació progressiva de la situació inicial, la inversió del principi de causalitat (les causes produeixen efectes contraris als quals caldria esperar) i l'èmfasi rítmica o emocional per crear una impressió de desenllaç. Tot i incoherència aparent dels diàlegs, no esdevé teatre abstracte i s'hi respecten certes regles de la conversa que permeten interpretar el diàleg.
Una altra aportació innovadora n'és la repetició com a forma de progressió: la seva funció canvia cada vegada que una frase o un so es repeteix («Que curiós, que estrany i quina coincidència!» que repeteixen els Martin en La cantant calba). Quant als personatges, ja no són caràcters: perden la seva individualitat i es presenten com un conjunt. Al teatre de l'absurd no hi ha una complexa evolució psicològica dels personatges, el que és clau de volta del teatre convencional. Els personatges no hi semblen tenir una funció aparent, encara que, al final, el lector pot observar un canvi del personatge.